# Paula Abramo
Paula Abramo (Ciudad de México, 2 de septiembre de 1980) es una poeta y traductora mexicana de origen brasileño. Traduce sobre todo obras de autores brasileños, como los cuentos completos de Clarice Lispector, las novelas de Raul Pompeia, Joca Reiners Terron y Luiz Ruffato, y los poemas de Angélica Freitas.

## Trayectoria
Nació en 1980 en la Ciudad de México. Obtuvo la licenciatura en Letras Clásicas por Universidad Nacional Autónoma de México (UNAM) y desde 2001 se desempeña profesionalmente como traductora portugués al castellano. En los periodos 2010-2011 y 2013-14, fue becaria del programa Jóvenes Creadores del FONCA. En 2016 fue traductora residente y en 2017-2018 traductora consultora y miembro del consejo consultivo en el BILTC (Banff International Literary Translation Centre) de Canadá. En 2020 fue residente en la Casa de Traductores Looren de Suiza. Desde 2018 es miembro del Sistema Nacional de Creadores de Arte dentro del área de traducción literaria.
Como autora publicó en 2012 el libro de poemas Fiat Lux por el que fue reconocida con el Premio de Poesía Joaquín Xirau Icaza.
Su obra se incluye en las antologías ''La edad de oro, antología de poesía  mexicana actual (Luis Felipe Fabre, UNAM, 2012), Siempre fiel: Poetas en la muy imperial Ciudad de México (d.f.) a principios del siglo XXI (Benjamín E. Morales Moreno, Catafixia Editorial, 2012)Quando antes for depois: Oito poetas contemporâneos internacionais (Ricardo Domeneck y Luiz Gustavo Carvalho, Artes Vertentes, 2014), Siete rutas hacia un bosque  alemán /Sieben fade in einen deutschen wald (Luis Armenta Malpica, con traducción de Rike Bolte Mantis Editores  2016), Mexico 20: La nouvelle poésie mexicaine (Jorge Esquinca, Tedi López Mills y Myriam Moscona, con traducción de Jean-Luc Lacarrière y Joani Hocquenghem, Le Castor Astral, 2016) Sombra roja. Diecisiete  poetas mexicanas 1964-1985 (Rodrigo Castillo, Vaso Roto, 2017), Las noches de LUPI en Berlín: LATINALE (Laura Haber, Rike Bolte, Timo Berger, 2017) y La huella posible: Poetas que escriben en la ruta (Andrea Fuentes, UAM-Xochimilco, 2020).
Ha traducido a diversos autores como Raul Pompeia, Luiz Ruffato, Verónica Stigger, Sophia de Mello Breyner Andresen, Ana Martins Marques, Angélica Freitas, Clarice Lispector, Gonçalo Tavares y Ana Luísa Amaral entre otros. En 2019 recibió el Premio Bellas Artes de Traducción Literaria Margarita Michelena por "Una niña está perdida en su siglo en busca de su padre", de  Gonçalo M. Tavares.
Ha colaborado para publicaciones como Revista de la Universidad de México y Tierra Adentro. 

## Reconocimientos
En 2013, obtuvo por su obra Fiat Lux el Premio de Poesía Joaquín Xirau Icaza, otorgado por El Colegio de México y creado por Ana María Icaza y Ramón Xirau en memoria de su hijo para premiar a las nuevas generaciones literarias. En 2019, Abramo y Elisa Díaz Castelo fueron reconocidas con el Premio Bellas Artes de Traducción Literaria Margarita Michelena, en las categorías de narrativa y poesía, respectivamente, concedido durante Feria del Libro Infantil y Juvenil Hidalgo celebrada en Pachuca. En 2024, obtuvo el premio de traducción literaria Giovanni Pontiero, otorgado por la Universidad Autónoma de Barcelona y el Instituto Cervantes de Barcelona, por su traducción de La cabeza del Santo, de Socorro Acioli (Fondo de Cultura Económica, 2023).

## Libros
- Fiat Lux (2012) México, D. F.: Consejo Nacional para la Cultura y las Artes [CONACULTA] (Fondo Editorial Tierra Adentro; 464). Este poemario fue reeditado en Buenos Aires (audisea, 2020) y traducido al inglés por Dick Cluster (Texas, FlowerSong Press,2022).

## Traducciones
Libros de poesía:
- MARQUES, Ana Martins, "Tacha esta palabra", Buenos Aires, Zindo & Gafuri, 2024.

- AMARAL, Ana Luísa, Mundo, Madrid, Sexto Piso, 2022.

- AMARAL, Ana Luísa, What's in a name, Madrid, Sexto Piso, 2020.

- MARQUES, Ana Martins, El libro de las semejanzas, Barcelona, Kriller 71, 2019 /Buenos Aires, Zindo & Gafuri, 2022.

- MELLO BREYNER ANDRESEN, Sophia de, Tiempo terrestre (selección y traducción de Paula Abramo), Fondo de Cultura Económica, Bogotá, 2018.

- FREITAS, Angélica, Un útero es del tamaño de un puño, Barcelona, Kriller71, 2016 / México, Brigada para Leer en Libertad,2020.

Novelas:
- HERINGER, Victor, El amor de los hombres a la deriva, México, FCE, 2024.

- MELO, Patrícia, Pilas de mujeres, México, Seix Barral, 2024.

- ACIOLI, Socorro, La cabeza del santo, México, FCE, 2023.

- ALMEIDA, Manuel Antonio de, Memorias de un sargento de milicias, México, FCE, 2022.

- SAAVEDRA, Carola, Paisaje con dromedario, México, FCE, 2021.

- RUFFATO, Luiz, La alegría, México, FCE, 2020.

- TAVARES, Gonçalo M, Diario de la peste, Buenos Aires, Interzona, 2020 / Barcelona, Días Contados, 2021.

- RUFFATO, Luiz, De mí ya ni te acuerdas, Guadalajara, Pollo Blanco, 2018.

- RUFFATO, Luiz, Lo que nos une, México, Brigada para Leer en Libertad, 2018 (traducido en colaboración con Ezequiel Zaidenwerg y Pablo Cardellino Soto).

- TAVARES, Gonçalo, Una niña está perdida en el siglo en busca de su padre, México, Almadía, 2018.

- STIGGER, Veronica, Opisanie świata, México, Antílope, 2017 / Buenos Aires, Sigilo, 2021.

- RUFFATO, Luiz, Infierno provisorio V: Domingos sin Dios, México, Elephas, 2016

- RUFFATO, Luiz, Infierno provisorio IV: El libro de las imposibilidades, México, Elephas, 2015.

- REINERS TERRON, Joca, La tristeza extraordinaria del leopardo de las nieves, México, Almadía, 2015.

- POMPEIA Raul, El Ateneo, trad. introd. y notas de Paula Abramo, México, UNAM 2013 / Segunda edición, revisada, en Conaculta, Colección “Clásicos para hoy”, 2015.

Libros de cuento:
- HILST, Hilda, Pequeños discursos. Y uno grande, México, UNAM (Colección de Relato Licenciado Vidriera) 2024.

- MACHADO DE ASSIS, Cuentos sobre la esclavitud, México, FCE, 2021.

- LISPECTOR, Clarice, Cuentos completos, México, FCE, 2020.

- NEPOMUCENO, Eric, Las tres estaciones, México, Almadía, 2018

Literatura infantojuvenil:
- ALMEIDA, María Inés, Diario de una chica como tú, México, Ediciones Castillo, 2023.

- PESSOA, Ana, Aquí es un buen lugar, México, El Naranjo, 2020.

- CANTON, Katia, La cocina encantada de los cuentos de hadas, México, El Naranjo, 2018.

- ESTRELA, Joana, La reina del Norte, México, La Cifra Editorial, 2018.

- PESSOA, Ana, Mary Jo, México, El Naranjo, 2018.

- MACHADO, Ana Maria, De noche en el bosque, México, Norma, 2017

- PESSOA, Ana, Supergigante, México, El Naranjo, 2016

- CAMPOS QUEIRÓS, Bartolomeu, Donde hay brujas hay hadas, México, Alfaguara infantil, 2012

- FURNARI, Eva, Trudi y Kiki, México, Alfaguara infantil, 2012.

- LAGO, Ângela, Una sola palabra, México, Alfaguara infantil, 2012.

Libros de humanidades:
- GALVÃO, Patrícia, Pasión Pagu: Autobiografía precoz de Patrícia Galvão, México, UNAM (Colección Vindictas), 2024.

- CHRISTO, Carlos Alberto Libânio (FREI BETTO), ¿Todavía es útil el marxismo?, México, Brigada para Leer en Libertad, 2022.

- FAUSTO, Boris, Historia mínima de Brasil, El Colegio de México, 2022.

- PEIRANO, Mariza, Una antropología en plural, México, CIESAS, 2020.

- FABRIS, Annateresa, Fotografía y artes visuales, México, Ediciones Ve, 2017.

- BO BARDI, Lina, Lina por escrito, México, Alias, 2014.

- VELHO, Gilberto, La utopía urbana: un estudio de antropología social, México, CIESAS, 2014.

- CARDOSO, Rafael, Diseño para un mundo complejo, México, Ars Óptica 2014.

- BOFF, Leonardo, Proteger la Tierra, cuidar la vida: Cómo evitar el fin del mundo. México, Ediciones Dabar, 2014.

- BOFF, Leonardo, Ética planetaria: para un consenso mínimo entre los humanos, México, Ediciones Dabar, 2005.

Publicaciones en revistas o capítulos de libros:
- El desmantelamiento exprés de la cultura brasileña. Joca Reiners Terron (enero 2020)[9] en: Dossier Guerra cultural 24 horas de la  Revista de la Universidad de México pág 44-51)
- 3 poemas com auxílio do Google. Angélica Freitas (Noviembre de 2019)[10] en: Dossier Feminismos de la Revista de la Universidad de México[11]